# Cristian Ugalde
Cristian Ugalde García (Barcelona, 1987. október 19. –) spanyol válogatott kézilabdázó, a MOL Tatabánya KC játékosa.

## Pályafutása

### Klubcsapatokban
Pályafutását a FC Barcelona ifjúsági csapataiban kezdte, a felnőttek között a Liga ASOBAL-ban 2004. október 20-án, egy nappal 17. születésnapja után játszotta. Hét évet töltött a katalán együttesnél, ezalatt 18 trófeát nyert, köztük két Bajnokok Ligáját.
2012-ben hároméves szerződést kötött a Telekom Veszprémme, szerződését egy év múlva meghosszabbították 2018 nyaráig.
A Veszprémmel öt alkalommal lett magyar bajnok és hatszor nyerte meg a Magyar Kupát, kétszer pedig a SEHA-ligát. A bakonyi csapattal két Bajnokok Ligája döntőben is pályára lépett, de mindkettőt elveszítette, 2015-ben volt csapata, a Barcelona, egy évvel később pedig a lengyel Kielce ellen. A 2015-16-os szezonban a SEHA-liga és a Bajnokok Ligája All Star csapatába is bekerült. 2018 áprilisában hivatalossá vált, hogy a következő szezontól a német TSV Hannover-Burgdorf játékosa lesz. Később Athénba az AEK-hoz. Itt sérülése miatt az első szezonban nem jutott sok játéklehetőséghez, azonban újabb európai sikert könyvelhetett el, amikor az AEK megnyerte a 2020-21-es Európa Kupát. A2022/2023-as szezontól újra Magyarországon játszik, a MOL Tatabánya játékosa. 

### A válogatottban
A spanyol válogatottban 2007. június 15-én mutatkozott be, azóta 131 mérkőzésen 288 gólt szerzett címeres mezben.

## Sikerei, díjai

### FC Barcelona
- EHF-bajnokok ligája: 2004–2005, 2010–2011
- Liga ASOBAL: 2005–2006, 2010–2011, 2011–2012
- Supercopa ASOBAL: 2006–2007, 2008–2009, 2009–2010
- Pirenees Leagues: 2005–2006, 2006–2007, 2007–2008, 2009–2010, 2010–2011, 2011–2012
- King's Cup: 2006–2007, 2008–2009, 2009–2010
- Copa ASOBAL: 2009–2010, 2011–2012

### MKB Veszprém
- Magyar kézilabda-szuperkupa: 2014–2015, 2015–2016
- Magyar kézilabdakupa: 2012–2013, 2013–2014, 2014–2015, 2015–2016, 2016–2017
- Nemzeti Bajnokság I: 2012–2013, 2013–2014, 2014–2015, 2015–2016, 2016–2017
- SEHA-liga: 2014–2015, 2015-2016

### Válogatott
- Bronzérem Világbajnokság, 2011
- Bronzérem Európa-bajnokság, 2014
- Ezüstérem Európa-bajnokság, 2016

### Egyéni
- Supercopa ASOBAL gólkirály : 2009–2010
- Királyi Rend Sport Érdemérem arany medál: 2013
- Királyi Rend Sport Érdemérem ezüst medál: 2014
- SEHA-liga All Star csapat: 2016
- EHF-bajnokok ligája All Star csapat: 2016

## Külső hivatkozások
- Profilja a Veszprém honlapján
- All Star Team of SEHA's FINAL4

## Fordítás
Ez a szócikk részben vagy egészben  a   Cristian Ugalde című angol Wikipédia-szócikk fordításán alapul.  Az eredeti cikk szerkesztőit annak laptörténete sorolja fel. Ez a jelzés csupán a megfogalmazás eredetét és a szerzői jogokat jelzi, nem szolgál a cikkben szereplő információk forrásmegjelöléseként.